# Совет Министров Казахской ССР (1963)
Список Совета Министров Казахской ССР образованного 21 марта 1963 г. постановлением Верховного Совета Казахской ССР.

## Руководство
1. Председатель Совета Министров Казахской ССР — Кунаев, Динмухамед Ахмедович.
2. Первый заместитель председателя Совета Министров Казахской ССР — Бейсебаев, Масымхан.
3. Заместитель председателя Совета Министров Казахской ССР — Симаков, Каюм Мухамеджанович.
4. Заместитель председателя Совета Министров Казахской ССР — Хачатуров, Стюарт Артёмович.
5. Заместитель председателя Совета Министров Казахской ССР, министр иностранных дел Казахской ССР — Шарипов, Ади Шарипович.
6. Заместитель председателя Совета Министров Казахской ССР, председатель Комитета партийно-государственного контроля ЦК КП Казахстана и Совета Министров Казахской ССР — Козлов, Георгий Алексеевич.
7. Заместитель председателя Совета Министров Казахской ССР, председатель Государственного планового комитета Совета Министров Казахской ССР — Братченко, Борис Федорович.
8. Председатель Казахского совета народного хозяйства — Вороненков, Юрий Петрович.

## Министры
1. Министр высшего и среднего специального образования Казахской ССР — Билялов, Калий.
2. Министр геологии и охраны недр Казахской ССР — Есенов, Шахмардан.
3. Министр здравоохранения Казахской ССР — Сеньков, Николай Осипович.
4. Министр культуры Казахской ССР — Галимжанова, Ляйля Галиевна.
5. Министр связи Казахской ССР — Елибаев, Абдуразак Алписбаевич.
6. Министр сельского хозяйства Казахской ССР — Елеманов, Абдрахим.
7. Министр финансов Казахской ССР — Ким, Илья Лукич. (каз.)
8. Министр энергетики и электрификации Казахской ССР — Батуров, Тимофей Иванович.
9. Министр автомобильного транспорта Казахской ССР — Рудницкий, Николай Фомич.
10. Министр бытового обслуживания населения Казахской ССР — Увашев, Талап Увашевич.
11. Министр коммунального хозяйства Казахской ССР — Кононенко, Даниил Фаддеевич.
12. Министр охраны общественного порядка Казахской ССР — Панков, Дмитрий Александрович.
13. Министр просвещения Казахской ССР — Айманов, Кенжалы.
14. Министр социального обеспечения Казахской ССР — Бультрикова, Балжан.
15. Министр строительства Казахской ССР — Курганов, Александр Васильевич.
16. Министр торговли Казахской ССР — Джиенбаев, Султан Сулейменович.
17. Первый заместитель председателя Госплана Казахской ССР, министр Казахской ССР — Рогинец, Михаил Георгиевич.

## Председатели
1. Председатель Государственного комитета Совета Министров Казахской ССР по делам строительства — Веселовский, Борис Михайлович.
2. Председатель Комитета государственной безопасности при Совете Министров Казахской ССР — Арстанбеков, Аубакир Абдраимович.
3. Председатель Государственного комитета Совета Министров Казахской ССР по координации научно-исследовательских работ — Сиразутдинов, Абдулла Менгазович. (каз.)
4. Председатель Государственного комитета Совета Министров Казахской ССР по использованию и охране поверхностных и подземных водных ресурсов — Тажибаев, Лашкар Есенкулович. (каз.)
5. Председатель Государственного комитета Совета Министров Казахской ССР по радиовещанию и телевидению — Шалабаев, Кенжеболат Нуртазинович. (каз.)

## Начальники
1. Начальник Главного управления профессионально-технического образования при Совете Министров Казахской ССР — Афонов, Иван Ильич.
2. Начальник Главного управления лесного хозяйства и охраны леса Совета Министров Казахской ССР — Джакипов, Сейтгалий.
3. Начальник Главного управления шоссейных дорог при Совете Министров Казахской ССР — Гончаров, Леонид Борисович.
4. Начальник Центрального статистического управления при Совете Министров Казахской ССР — Часовникова, Ариадна Леонидовна. (англ.)
5. Председатель республиканского объединения Совета Министров Казахской ССР «Казсельхозтехника» — Забежанский, Натан Хаимович.